# حملة كانتبريا
حملة كانتبريا 1937 هي تكملة للعمليات البحرية التي جرت في الحرب الأهلية الإسبانية خلال الحملة الشمالية من مارس إلى أكتوبر 1937 وفي الأشهر السابقة. وخلال الحملة كان التفوق البحري للبحرية القومية إلى جانب تفوقها الجوي مفتاحًا لقوات التمرد المتعاقبة التي احتلت بسكايا وكانتابريا (مقاطعة سانتاندير في ذلك الوقت) وأستورياس، مما أنهى الوجود الجمهوري في معقله في شمال اسبانيا. نظرًا لعدم كفاءة بحرية الجمهورية المقلصة التي تعمل في خليج بسكاي، كانت الأهمية الرئيسية في الأشهر الأولى لزوارق بحرية الباسك المساعدة، وخفف أيضا تدخل البحرية البريطانية الحصار البحري القاسي الذي فرضه القوميون.

## اندلاع العمليات

### معركة معركة كيب ماتشيتشاكو
في 5 مارس 1937 قبل ثلاثة أسابيع ونصف من بدء الحملة الشمالية، وقعت معركة كابو ماتشيتشاكو بين الطراد المتمرد كناريس وأربعة زوارق من أسطول الباسك البحري المساعد الذين كانوا يرافقون سفينة تجارية ومعها مدمرة.
كان الطراد كناريس قد انضم لتوه إلى الأسطول المتمرد في بحر كانتابريا الذي انتشر مع بداية الشهر، لمراقبة وصول السفينة التجارية مار كانتابريكو التي أبحرت من ميناء نيويورك في 6 يناير بحمولة عسكرية للجمهورية. أثناء انتظار بلباو تلقت كناريس أمرًا بالقبض على السفينة التجارية جالدامس القادمة من بايون الفرنسي باتجاه بلباو بشحنة من العملة المسكوكة حديثًا. وفي فجر يوم 5 مارس شاهدت كناريس الزورق جيبوزكوا -الذي فقد الاتصال مع القافلة المكونة من جالدامس ومرافقيها أثناء الليل بسبب العاصفة- فأطلقت النار عليه، فتسبب بوقوع أضرار فيها، ولكن تمكن جيبوزكوا من ضرب كناريس. وفي تلك الأثناء حرر الزورق بزكايا سراح السفينة التجارية يوركبروك التي ترفع علم إستونيا، بعد أن أسرها كناريس (كانت تحمل حوالي 460 طنًا من المواد الحربية للجمهورية) ونقلها إلى بيرميو. ثم التقت بقية القافلة بكناريس التي فتحت النار على جالدامس فأصابتها، مما تسبب بتوقف محركات السفينة التجارية واستسلامها. خاض الطرادان الباسكيان نابارا ودونوستيا معركة مع كناريس، فغرقت نابارا، أما دونوستيا فتمكنت من الهرب إلى ميناء فرنسي، لكن كلاهما تمكن من ضرب كناريس. ولم تشارك مدمرة البحرية الجمهورية خوسيه لويس دييز في المعركة لأن قائدها ادعى حدوث عطل وتوجه إلى ميناء بوردو الفرنسي. كما لم تتدخل الغواصات C-2 و C-5 أو زورق الطوربيد T-3 في المعركة، مما دفع رئيس جمهورية الباسك خوسيه أنطونيو أغيري بإرسال برقية إلى حكومة بلنسية، التي كانت آنذاك عاصمة الجمهورية طالبًا إرسال أربع مدمرات وثلاث غواصات إلى خليج بسكاي لكسر الحصار، والأسلحة والطعام وتقديم أطقم جديدة جاهزة لمواجهة العدو.

### هجوم بسكايا
في 31 مارس 1937 بدأت قوات الجنرال مولا الحملة الشمالية بهجوم بسكاية، وتقدمت من مواقعها في غيبوثكوا وألافا، حيث وصلت إليها بعد حملة غيبوثكوا في سبتمبر من العام السابق، وبدعم من البحرية المتمردة بتسهيل التقدم البري على طول ساحل الباسك بالنيران البحرية وسد وتقويض موانئ كانتابريا لمنع القوات الجمهورية من الإمداد. شاركت البارجة إسبانيا والمدمرة فلاسكو وأسطول من الزوارق المقاتلة في العملية البحرية، وانضم إليها الطراد الأدميرال سيرفيرا ومعها طرادات مساعدة وزارعة الألغام جوبيتر التي تم تسليمها حديثًا.
شاركت البارجة إسبانيا أيضًا في حصار المتمردين لساحل كانتابريا، وفي 30 أبريل عندما حاولت مع المدمرة فيلاسكو اعتراض السفينة التجارية البريطانية نيتسلي التي كانت متوجهة إلى كاسترو أورديالس، اصطدمت بلغم من ألغامها (ربما زرعها جوبيتر). وغرقت قبالة سانتاندير. تم إنقاذ الطاقم من قبل فيلاسكو. من غير المعروف ما إذا كان قبطان سفينة إسبانيا لم يكن يعلم بموقع حقل الألغام أو أنه لم يتم وضع علامات عليه بشكل جيد.
بمجرد بدء الهجوم، كرر حاكم الباسك أغيري لحكومة فالنسيا طلب المدمرات الأربعة والغواصات الثلاث (وخاصة الطيران) ولكن تم إرسال غواصتين فقط (C-4 و C-6) إلى بحر كانتابريا) والمدمرة سيسكار الذي تم تسليمها مؤخرًا. وسرعان ما قدم قائدا سيسكار وخوسيه غارسيا بريسنو دليلاً على إهمالهما وولائهما المشكوك فيه للجمهورية وهو ما امتعض به أغيري لوزير الدفاع إنداليسيو برييتو. ففي برقية بتاريخ 10 مايو أبلغه أنه من المحتمل جدًا أن يكون ضباطه وفصوله "مأجورين من المتمردين، مكررين سلوك خوسيه لويس دييز"، والذي ألغى بريتو بسببه الرحلة التي كان من المقرر أن تقوم بها سيسكار إلى لندن لتمثيله إلى إسبانيا في تتويج الملك جورج السادس، وفي 25 مايو أخبره أن قائده مدمن كوكايين ويتردد على الملاهي الليلية برفقة عريف، بينما ساد عدم الانضباط على السفينة. كما كرر عدم نشاط الغواصة C-2 (الذي انطلقت أخيرًا إلى البحر في 31 مايو لكن أعلن في 16 يونيو بوجود عيوب، ولجأ إلى كاسترو أورديالس) والطوربيد T-3، ثم من المدمرة خوسيه لويس دييز، التي كان قائدها النقيب البحري إيفاريستو لوبيز غير مخلص وقام بالفعل بتخريب جهود الحكومة من موقعه السابق في هيئة الأركان العامة للقوات البحرية في كانتابريا.
أما بالنسبة للغواصات فقد كانت C-4 تحت قيادة خيسوس دي لاس هيراس، والمشكوك به أيضًا في ولائه للجمهورية، وقد تمكن من إبقاء سفينته غير نشطة في ميناء سانتاندير عندما وصلت في 9 مايو. ولكن الغواصة الثانية C-6، فكانت بقيادة الضابط الروسي بورميستروف الذي أنزل تسعة من أفراد الطاقم بسبب عدم الانضباط واستبدلهم بتسعة بحارة من الباسك من فايلنتارادو ديل مار. وعلى عكس C- 4 و C-2 فإن C-6 وقفت في وجه الأسطول المتمرد (على سبيل المثال، قصفت في 20 يونيو الطراد ألميرانتي سيرفيرا، والتي ناورت بسرعة لتجنب التعرض للضرب)، وهو ما أكده وزير الدفاع إنداليسيو برييتو في اتصال إلى رئيس القوات البحرية في كانتابريا: "يجب أن يستمر موقف C-6 ضد سفن القراصنة هو والسفن الأخرى." لهذا السبب تم تعيين بورميستروف رئيسًا لأسطول الغواصات في كانتابريا في 26 يونيو، وأقال على الفور قائد C-2 على الرغم من أن الشخص الذي حل محله كان أيضًا مهووسا "لقضية المتمردين".
بالنظر إلى عدم الثقة التي أثارها ضباط البحرية الجمهورية في بحر كانتابريا، لم يقبل القوميون الباسك أن تكون سفنهم تحت قيادة هيئة الأركان العامة للأسطول الجمهوري. فعدم وجود قيادة موحدة إلى جانب انخفاض الروح المعنوية لأطقم السفن واستياء غالبية القادة يعني أن المتمردين سيطروا عمليًا على البحر.
مع تشديد قوات مولا للحصار على بلباو، أصبح عدم الانضباط من أطقم المدمرتين الجمهوريتين سيسكار وخوسيه لويس دييز أكثر وضوحًا، لهذا السبب بأمر صادر في 2 يونيو من الرئيس أغيري تم اعتقال أعضاء الأطقم وأخذهم إلى الثكنات لاستخدامها في أعمال التحصين أو لتغطية الجرحى. تم استبدالهم بأعضاء من متطوعو البحر، وهي الهيئة التي أنشأتها حكومة الباسك لتوفير أطقم البوص وغيرها من السفن التابعة لبحرية الباسك المساعدة. وتعيين القبطان من الزوارق جيبوزكوا وبيزكايا كمندوبين سياسيين للسفن، الذين حققوا مكانة كبيرة منذ أدائهم في معركة كيب ماتشيتشاكو وبالتالي تمتعوا بثقة بحارة الباسك الذين كانوا سيحلون محل أطقم غير منضبطة. تم طرد قائد سيسكار وشغل منصبه من قبل ضابط من الصف الثاني، ولكن ليس قائد خوسيه لويس دييز الذي استمر في قيادتها. لم يتم قبول أمر حكومة الباسك جيدًا من قبل حكومة فالنسيا (جاء مستشار سوفيتي للحديث عن انقلاب الباسك) ولكن في النهاية سادت معايير وزير الدفاع إنداليسيو برييتو وتم التصديق على قرارات أغيري.
ومع ذلك لم يتحسن سلوك خوسيه لويس دييز وسيسكار كثيرًا مع التغيير، والذي يبدو أنه يتفق مع أولئك الذين اقترحوا أن استبدال الطاقم ربما كان خطة من قبل القادة، برئاسة قائد القوات البحرية في كانتابريا قبطان الفرقاطة إنريكي نافارو مارغاتي المشكوك في ولائه للجمهورية، الذي خدع الباسك لجعل المدمرتين أكثر فاعلية. وهكذا قبل لحظات من سقوط بلباو في 15 يونيو، هرب خوسيه لويس دييز إلى ميناء فرنسي وكذلك فعلت سيسكار التي كان على متنها قائد القوات البحرية في كانتابريا، وقبطان الفرقاطة نافارو ورئيس الأركان فيسينتي أغولو الذين وصلوا فور وصولهم إلى منفذ هربوا في قارب نجاة. وقد فعل نفس الشيء من قبل قائد خوسيه لويس دييز وإيفاريستو لوبيز وثلاثة ضباط آخرين.

#### التدخل البريطاني ضد حصار المتمردين

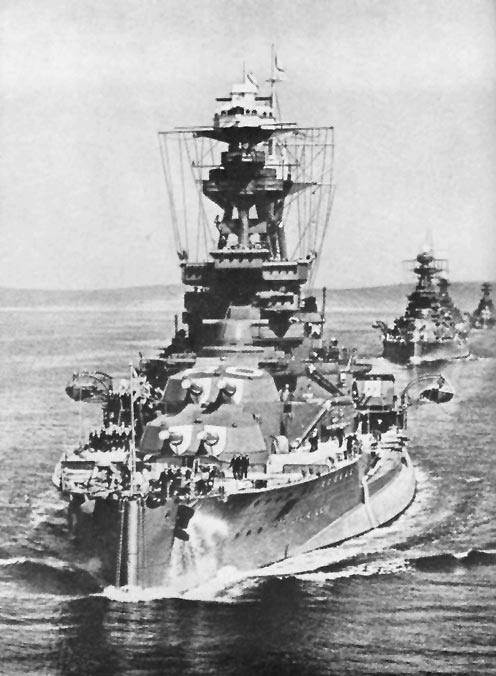
البارجة البريطانية "Royal Oak".

أعاقت البحرية الملكية الحصار الذي فرضه أسطول المتمردين، حيث كان الطراد الحربي أتش أم أس هود في تلك المياه (حبث كانت أقوى سفينة في العالم)،. والتي ستريحها البوارج رويال أوك وأتش أم أس رسلوشن والعديد من المدمرات التي تحمي التجار البريطانيين حتى المياه الإقليمية الإسبانية، والتي بها طعام وصلت بسهولة (بقيت ثلاثة أميال فقط) إلى الموانئ الجمهورية (قانون وافق عليه البرلمان البريطاني بأغلبية محافظة في 4 ديسمبر 1936 يسمى قانون الشحن التجاري (نقل الأسلحة إلى إسبانيا) المحظور على السفن البريطانية لنقل مواد حربية إلى إسبانيا). ومن وجهة نظر القانون الدولي بما أنه لم يتم الاعتراف بأي من طرفي الحرب الأهلية الإسبانية بأن لهما الحق في الحرب (مما كان سيسمح لهما بإيقاف وتفتيش السفن المشتبه في حملها أسلحة إلى العدو خارج المياه الإقليمية)، فقد كان حصار المتمردين لبحر كانتابريا غير قانوني وعملت الحكومة البريطانية وفقًا لذلك لحماية سفنها لأن حركة المرور بين إقليم الباسك وإنجلترا كانت كثيفة للغاية منذ نهاية القرن 19 (تم نقل الحديد من الباسك إلى الجزر وإعادته بواسطة سفن جالبة الفحم الويلزي). بالإضافة إلى أن هناك تيار من التعاطف مع الباسك بين الرأي العام البريطاني الذي زاد بفعل تصرفات حكومة الباسك في الأشهر الأولى من الحرب، ومنع الاضطهاد الديني والعنف الذي اندلع في بقية المنطقة الجمهورية. ومن خلال التفجيرات الرهيبة التي تعرضت لها دورانجو وغرنيكا والتي صدمت المجتمع البريطاني، بما في ذلك أكثر القطاعات الموالية لفرانكو. وقال وزير الخارجية أنتوني إيدن في مجلس العموم يوم 20 أبريل 1937: «إذا كان علي أن أختار في إسبانيا، أعتقد أن حكومة الباسك سوف تتوافق مع نظامنا أكثر من نظام فرانكو أو الجمهورية». تم تعزيز القرار البريطاني بعدم الاعتراف بالحصار الوطني عندما أصدرت الحكومة الفرنسية في 2 أبريل 1937 إعلانًا بنفس المعنى.
في 6 أبريل حدثت أزمة عندما منع الطراد ألميرانتي سيرفيرا سفينة ثوربهال التجارية البريطانية من دخول ميناء بلباو، مما دفع للمدمرة البريطانية برازن بتدخل سريع، التي سرعان ما انضمت إليها المدمرتان بريليانت وبلانش. فكانت هناك لحظات من التوتر الشديد بين الأدميرال سيرفيرا والمدمرات الثلاثة، إلا أن سيرفيرا انسحبت تاركة السفينة ثوربهول تمر بسلام. فأعادت الحكومة البريطانية في اجتماعها في اليوم التالي التأكيد على سياستها المتمثلة بعدم الاعتراف بحصار «القوميين»، على الرغم من أنها قامت بتحذير ملاك السفن البريطانيين من المخاطر التي قد تصيب سفنهم قبالة سواحل الباسك. وأرسلت توصية إلى خمسة بواخر تجارية بالرسو في سان جان دو لوز على الساحل الفرنسي بدلا من الذهاب إلى بلباو.
في 13 أبريل أبلغ رئيس حكومة الباسك أغيري لندن أن السفن التجارية الخمس لن تكون في خطر إذا دخلت المياه الإقليمية الإسبانية لأنها ستكون بحماية الجنود الباسك ومعهم البطاريات الساحلية، بالإضافة إلى نظافة ميناء بلباو من الألغام. وفي ليلة 19 أبريل وثقة بتلك الضمانات دخلت إحدى السفن التجارية الخمس وبها حمولة 3600 طن من الطعام قادمة من سان جان دو لوز. فدخلت ميناء بلباو في صباح اليوم التالي، فاستقبلته الحشود واحتفت حكومة الباسك بالقبطان. وفي 22 أبريل ذهبت ثلاث سفن تجارية بريطانية أخرى إلى البحر (ماكريغور وهامسترلي وستانبروك) ولكن أوقفهم الطراد ألميرانتي سيرفيرا، مما أدى إلى تدخل الطراد هود ومعها مدمرة وابلغاه بأنه لا يحق له إيقاف السفن البريطانية خارج المياه الإقليمية. فجرت لحظات من التوتر الشديد مع تزايد تبادل الرسائل. أخيرًا انسحب الأدميرال سيرفيرا ودخلت السفن الإنجليزية الثلاثة محملين بـ 8000 طن من الطعام إلى ميناء بلباو برفقة اثنين من الباسك بوس وأعادت الجماهير استقبالهم مرة أخرى. منذ ذلك الحين انتظم دخول السفن البريطانية إلى بلباو وسانتاندير، وإن حاولت بحرية المتمردين في عدة مرات إيقافهم، ولكن سفن البحرية البريطانية تمنعهم فيصلون إلى الميناء.
لم تساهم سفن البحرية الملكية في تخفيف الحصار البحري الذي عانت منه الباسك فحسب، بل قامت أيضًا بحماية السفن التي أجلت آلاف اللاجئين عندما كان سقوط بلباو وشيكًا. تم الإعلان عن قرار الحكومة البريطانية في 30 مايو، على الرغم من أنه تم بالفعل في نهاية أبريل بعد قصف غرنيكا في 26 أبريل، والذي أرعب الرأي العام البريطاني، فتمت حماية سفينة تقل أربعة آلاف طفل من أطفال الباسك، حيث استقبلتهم إنجلترا. وفي 5 مايو قدم زورقين آخرين إلى إنجلترا كانا ينقلان أيضًا الأطفال الذين كان من المقرر ان يستقبلهم مقاتلي CGT في فرنسا. وفي الحالة الأخيرة واجهت رويال أوك والمدمرة فولكنور ألميرانتي سيرفيرا الذي أراد أن يقودهم إلى ميناء تابع للمتمردين، ولكنه تخلى عن محاولته.

### حملة سانتادير
بعد الاستيلاء على بلباو نقلت قاعدة باساخيس البحرية هناك، واستمر التقدم نحو سانتاندير والحصار البحري. على الرغم من أن البحرية البريطانية استمرت في حماية سفنها التجارية وسفنها بنقل اللاجئين (حتى 19 يوليو كانت تحمي تسع سفن أبحرت من سانتاندير ومعها أكثر من خمسة عشر ألف لاجئ)، إلا أن موقفها تغير بسبب عدم فعالية مدمرات الجمهورية لحمايتهم عندما يدخلون المياه الإقليمية، حيث جرى احتجاز ثلاثة عشر سفينة تجارية من قبل الطراد ألميرانتي سيرفيرا (جيث الدعوى من أن بعض السفن كانت تحمل أسلحة وأن ليس كل الأشخاص الذين تم إجلاؤهم من غير المقاتلين كان لها تأثير أيضًا). وهكذا ففي سانتاندير أصبح عدم كفاءة المدمرات سيسكار وخوسيه لويس دياز في حماية السفن التي تبذل جهودها في التحايل على الحصار، بينما تضررت C-2 بشكل شبه دائم. وفي 22 أغسطس أبحر الأسطول الجمهوري لبحر كانتابريا من سانتاندير نحو ميناء خيخون قبل وصول المتمردين الوشيك. وفي 27 أغسطس بعد يوم من الاستيلاء على سانتاندير أوقفت القوات المتمردة صعود جنود جيش الباسك في سانتونيا على متن سفينتين تجاريتين بريطانيتين بوبي وسبن سيز سبراي بموجب اتفاقية جرى التوصل إليها مع ضباط إيطاليين في CTV، ولكن رفضته القيادة القومية.

### حملة أستوريا
بعد سقوط سانتاندير أضحت أستورياس آخر مقاطعات الجمهورية في شمال إسبانيا التي تحاصرها بحريًا السفن ألميرانتي سيرفيرا وجوبتير وفيلاسكو وأسطول من الزوارق الحربية، ثم انضم إليها زارع الألغام الجديد فولكانو. أما السفن التي كانت تدافع عن حصار أستورياس فهي: المدمرتان سيسكار وخوسيه لويس دييز وثلاث غواصات، ولكن سرعان ما خرجت اثنتان منها بحجة أنهما كانتا مضطرين للذهاب إلى ميناء فرنسي لإصلاحها (دخلت الغواصة C-4 ميناء لي فيردون في 29 أغسطس و C-2 في بريست في 1 سبتمبر). وعانت خوسيه لويس دييز في تلك الفترة من تأثير ثلاث انفجارات، وقرر قبطانها نقلها إلى ميناء فالماوث الإنجليزي، حيث وصلت في 31 أغسطس. يقول مايكل ألبرت: «لم تكن البوصلة تعمل وكان الطاقم متعبًا للغاية وعانوا من الجوع».
لذا لم يكن لدى أستورياس في سبتمبر 1937 سوى المدمرة سيسكار والغواصة الروسية C-6 للدفاع البحري، وكلاهما غرقا في منتصف الشهر التالي. أصيبت C-6 بقنبلة وتلقى قائدها أمرًا من وزير الدفاع إنداليسيو برييتو لإغراقها حتى لا تقع في أيدي العدو. كما تعرضت السفينة سيسكار التي ظلت في خيخون حتى اللحظة الأخيرة لدعم معنويات أولئك الذين ما زالوا يقاومون، لهجوم جوي في 19 أكتوبر وغرقت في الميناء. بعد غرقها انتشر الذعر والاضطراب في المقاطعة. فهرب رئيس هيئة الأركان العامة للقوات البحرية في كانتابريا في زورق طوربيد T-3 إلى بوردو. وسعى آخرون إلى أي وسيلة للفرار في زوارق قطر والصنادل وقوارب الصيد. وحاول نحو ستين قاربا الالتفاف على الحصار ونقل المحاصرين، الذين وصلوا بوردو مرهقين ومبتلين بالكامل بالمياه ومرضى من دوار البحر بعد يومين في السفن، وقامت السلطات الفرنسية بعزلهم حتى 22 أكتوبر، عندما تم إنزالهم وتطعيمهم ثم حجرهم في عربات لنقلهم إلى الحدود الكاتالونية. (...) وهكذا انتهت الحرب البحرية في شمال إسبانيا.

## استعادة الوحدات البحرية الجمهورية التي هربت
استعادت الجمهورية الغواصات C-2 و C-4، على الرغم من أنه في 18 سبتمبر، حاول قائديها الاستيلاء على C-2 بدعم من جندي من المتمردين وبعض المؤيدين الفرنسيين للفرانكو، ولكنهم هربوا بعد فشل المحاولة. أما المدمرة خوسيه لويس دييز فقد تم إصلاحها في فالماوث وعندما تلقت الأمر بالعودة إلى إسبانيا فر ضباطها، وفي 15 سبتمبر فر 68 من أفراد الطاقم، ولكنهم اعتقلوا ووضعوا في سجن إكستر عاصمة المقاطعة. وأخيرًا أبحرت المدمرة في 25 سبتمبر متوجهة إلى لو هافر حيث رست بعد يومين وبها بعض الأضرار. ثم حاولت العبور إلى البحر الأبيض المتوسط في أغسطس 1938 مموهة بصورة المدمرة الإنجليزية جرينفيل، فاعترضها الطراد كناريس، فالتجئت إلى جبل طارق، وفي ديسمبر 1938 حاولت الانضمام إلى الأسطول الجمهوري، ولكن تم تعطيلهه من قبل زارع الألغام فولكانو.